# Паспорт гражданина Эсватини
Паспорт Эсватини (англ. Swazi passport, также, Паспорт Королевства Свазиленд) — паспорт африканского государства Королевства Эсватини. Паспорта выдаются гражданам Эсватини для выезда за пределы страны. В 2015 году граждане имели безвизовый или визовый доступ в 67 стран и территорий, поставив паспорт на 73-е место в мире и 7-е место в Африке.